# Vivian Bonnell
Pour les articles homonymes, voir Bonnell.
Vivian Bonnell, nom de scène d’Enid Mosier (née le 23 mai 1924 à Antigua, morte le 18 novembre 2003 à Los Angeles) est une actrice et chanteuse antiguayenne et américaine.

## Carrière
Enid Mosier arrive en France avec la troupe de ballet de Katherine Dunham. En 1951 et 1952, elle donne un programme au cabaret La Fontaine des Quatre-Saisons, à Paris, où elle interprète un répertoire de la musique noire antillaise et américaine,,.
En 1954, elle joue aux côtés de Pearl Bailey dans la comédie musicale de Broadway House of Flowers. Elle et ses collègues membres de la distribution enregistrent des albums de calypso sous le nom de "Enid Mosier and her Trinidad Steel Band". Elle épouse l'un de ces artistes, Austin Stoker. Ils font ensemble une tournée jusqu'à l'engagement d'Austin Stoker dans l'armée des États-Unis de 1597 à 1959, à la suite duquel il obtient la nationalité américaine et ils se marient.
En 1968, ils déménagent en Californie pour avoir des carrières d'acteurs. Après avoir changé de nom, Bonnell apparaît dans un certain nombre de films et d'émissions de télévision, dont plusieurs téléfilms américains.
Elle décède des complications du diabète à Los Angeles le 18 novembre 2003, à l'âge de 79 ans.

## Filmographie
Cinéma
- 1952 : Lady Possessed (sous le nom d'Enid Mosier)
- 1974 : Ma femme est dingue
- 1976 : Leadbelly
- 1979 : Ça glisse... les filles !
- 1984 : Ras les profs !
- 1987 : Prof d'enfer pour un été
- 1987 : Cheeseburger film sandwich
- 1990 : Ghost

Télévision
- 1991 : The Josephine Baker Story
- 1991 : Confusion tragique